# Natsume Yūjin-chō
Natsume Yūjin-chō (яп. 夏目友人帳, Нацуме Ю:джінчо:, англ. Natsume's book of friends, укр. Зошит (книга) дружби (друзів) На́цуме) — манґа Юкі Мідорікави, що випускається з 2005 року. За мотивами манги знятий аніме-серіал, що нараховує 6 сезонів по 11—13 серій. Перший сезон серіалу, почав виходити з 2008 має ту ж назву, що і манґа. Другий вийшов зі словом «Продовження» (яп. 続 Зоку) на початку назви; третій — зі словом «три» (яп. 参 сан, стара форма запису трійки) в кінці. До назви четвертого сезону додали слово «чотири» (яп. 肆 сі, також в старій формі) і так далі.

## Сюжет

### Перший сезон
Старшокласник на ім'я На́цуме Така́ші — стрункий, світловолосий, кароокий хлопчик (у манзі його волосся практично біле, а очі зелені) після смерті своїх батьків переїздить від одних родичів до інших, але ніде не почуває себе затишно. Налагодити стосунки з людьми йому заважає його дар духовидця — він бачить духів, яких звичайні люди не можуть бачити — йокаїв, аякаші, божеств (камі). З дитинства його вважали дивним, відлюдькуватим та брехливим, адже як можна пояснити ті історії, що він розповідав про невидимих істот і його дивну поведінку? Згодом Такаші навчився стримувати свої емоції і не лякатись йокаїв при інших людях, крім того він намагається тримати свій дар в секреті.
Згодом він потряпляє до бездітної пари Фудзівара (які дводяться йому далекими родичами), що самі радо запропонували всиновити його, і які живуть в місцині де раніше жила бабуся Такаші — Нацуме Ре́йко від якої герой і успадкував дар бачити духів. Але тут йокаї навіть почали нападати на нього. Згодом він випадково звільняє камі — Мада́ру — могутнього демона, що був знайомий з Рейко і був запечатаним у храмі, у вигляді статуетки манекі-неко. Від нього юнак дізнається багато цікавого про свою бабусю, а також те що духи полюють за так званим «Зошитом дружби», який він отримав у спадок від бабусі разом зі своїм даром.

Танума, Нацуме і Нянка-сенсей

В «Зошиті дружби» записані імена всіх йокаїв, яких Рейко перемогла, або ще якось змусила віддати імена і які після цього мали їй служити — тому він є могутнім артефактом, що здатен керувати сотнями переможених духів. Мадара хоче отримати цей зошит бо він дасть йому владу; Такаші йому пропонує піти на компроміс — дух стане його захисником, а після смерті Такаші він отримає зошит, адже людське життя в порівнянні з життям йокаїв швидкоплинне. Мадара погоджується і вирішує жити в домі у пари Фудзівара разом з Нацуме у вигляді домашнього товстого кота більш схожого на статуетку, він просить щоб хлопчина називав його Ня́нко-сенсе́й (Нянка-сенсей) (Кіт-вчитель). Такаші має на меті повертати імена тим йокаям, що будуть приходити до нього з цим проханням і просить Нянка-сенсея навчити його це робити. Нянко-сенсей розповідає хлопцю, що ім'я з паперу йокаям може повернути його, Такаші, подих.
В кожній серії герой щось пізнає по-новому, і починає розуміти почуття духів і людей, які, як він помітив, не такі вже й різні. Він знаходить собі справжніх друзів: Та́нума Ка́наме — сина синтоїстського монаха, він чутливого до аури сильних аякашів, що вміє бачити їх тіні, відображення, але не вміє чути їх, На́торі Шуї́чі — сильного екзорциста, що теж вміє бачити духів, а також запечатувати заклинаннями їх в пляшки, горщики, дзеркала, крім того він працює актором. Саса́да Дзун — староста класу Нацуме, вона вірить, що той вміє спілкуватись з духами, але він не хоче їй в цьому зізнаватись. Кітамо́то Ацу́рі і Нішіму́ра Сато́ру — шкільні приятелі Нацуме, вони нічого не знають про його дар.
Крім того він знайомиться з багатьма йокаями, що стають його захисниками та друзями — Хіно́е — жінкою-аякаші, Місу́зу — йокаєм у вигляді величезного коня.

### Другий сезон

Нацуме, Танума, Такі

Події другого сезону відбуваються зимою. Нацуме продовжує повертати імена духам, та вчиться жити повним життям серед людей. Він починає розуміти, що сім'я Фудзівара по-справжньому любить його, тому починає прив'язуватись до них. Він знайомиться з дівчиною Та́кі Тоо́ру, яку дід навчив малювати магічні кола в, яких будь-яка людина може побачити йокая. Якось в цьому колі вона побачила злого йокая, що прокляв її і пообіцяв, що з'їсть її та 12 людей чиї імена вона вимовить рівно через рік, якщо вона не знайде його раніше. Попри те, що Такаші теж став одним з цих дванадцятьох людей чиї імена випадково вимовила Тоору, і попри те, що демон отруїв очі Такаші через, що той не міг бачити йокаїв, вони знайшли злого йокая і запечатали його в дзеркалі.
В цьому сезоні Нацуме знайомиться з кланом Мато́ба — сім'єю екзорцистів, які роблять сильних йокаїв своїми слугами, а слабких знищують.

### Третій сезон
Нацуме разом з Нянка-сенсеєм продовжує боротись проти злих духів і повертати імена добрим йокаям. Він намагається захистити свою нову сім'ю та друзів від потойбічних ворогів, не рідко жертвуючи собою. Серед його ворогів не тільки злі духи, але й деякі люди, а саме клан Матоба на чолі із Се́йдзі.

### Четвертий сезон
В цьому сезоні Нацуме бореться не тільки з лихими йокаями, але й зі своїми поганими спогадами, що тривалий час заважали йому жити. В останній серії він їде в селище де жили його батьки, щоб в останній раз побачити батьківський дім. Крім цього він разом Нянка-сенсеєм перемагає духа, що тероризував його в дитинстві коли він жив в одних із своїх численних родичів. Він остаточно усвідомлює, що у нього тепер є сім'я і найкращі друзі, як серед людей, так і серед йокаїв.

## Персонажі
- Такаші Нацуме (яп. 夏 目 贵志, Нацуме Такаші)

Сейю —  Хіроші Камія.
Старшокласник, середнього зросту, худорлявий, світловолосий, з очима кольору бурштину, (в манзі Мідорікава-сан малює його платиновим блондином (сивим) з зеленими очима) за що йому часто діставалося від однокласників. Має здатність бачити духів (аякаші, йокаїв). У дитинстві намагався розповідати оточуючим про те, що бачить, але з часом переконався, що йому все одно не вірять і вважають або «дивним», або брехуном, і перестав згадувати про свої здібності. З цієї причини замкнутий і відлюдний. Після смерті батьків Нацуме перебирався від одних родичів до інших, але ніде так і не прижився. Лише безпосередньо перед початком дії серіалу і манги його прихистила бездітна пара Фудзівара, причому, як пізніше наголошується, ініціатива усиновлення йшла з боку Фудзівара. Одночасно він почав ладити з однокласниками, загалом, життя стало налагоджуватися. Щоб не шокувати близьких і друзів, він особливо ретельно приховує від них свої здібності.
Такаші дуже добрий і турботливий, на початку історії він всіляко відмовляється допомагати духам, щоб не було проблем, але пізніше переконується, що це марно. Пізніше сам намагається їм допомагати, не слухаючи слушні зауваження Мадари. Хоча привидів і демонів він не любить, з часом і серед них у нього з'являються друзі. Тільки з аякаші він дійсно відвертий, з людьми ж, Нацуме тримається на відстані. Він прагне нікому не завдавати шкоди чи проблем, його не приваблює влада над демонами, яку дає «Зошит». Навчившись повертати демонам їх імена, він при кожній такій дії дізнається якісь епізоди з минулого, з життя молодої бабусі Рейко та істот, з якими вона спілкувалася, і це вчить його ніколи не робити швидких висновків про людей, демонів і причини їхньої поведінки.
З часом у нього проявляється здатність бачити минуле тих, з ким він познайомився. В основному це момент чи причина появи якої-небудь проблеми, з якою зіткнувся той, хто прийшов по допомогу до Нацуме. Спортивний, швидко бігає, так як аякаші, які хочуть отримати Зошит друзів часто женуться за ним. В манзі наголошується, що він ходить в клуб кендо, але хоче його кинути, бо уніформа надто дорога. Боїться бути тягарем для оточуючих. Дуже турбується про Зошит.
- Мадара (яп. 斑), Нянко-сенсей (яп. ニャンコ 先生)

Сейю — Казухіко Іноуе.
Йокай, один з не багатьох, хто відмовився битися з Рейко, був випадково звільнений Нацуме з ув'язнення в синтоїстському храмі, де хлопець переховувався від переслідуючих його привидів. Справжня тілесна форма — гігантський білий хижак з довгим пухнастим хвостом, що здатний літати; дуже сильний демон. Але зазвичай він віддає перевагу вигляду товстого, незграбного кота (в цьому вигляді його бачать усі люди). Вміє також приймати людську подобу (воліє перевтілюватися у дівчину, схожу на Рейко, а один раз він навіть перетворився в Такаші, щоб підмінити його), але використовує його лише зрідка, коли потрібно спілкуватися з людьми, не знаючими про духів. Лінивий, але при цьому цікавий, часом говорить повну нісенітницю (в якій все-таки є логіка), але тільки якщо це не стосується духів, Зошита і життя оточуючих. Незграбний, любить познущатися над оточуючими (Нацуме його за це іноді б'є). Вдає із себе пропаленого циніка, постійно нагадує, що залишився з Нацуме тільки для того, щоб не втратити Зошит, погрожує з'їсти його при зручному випадку. Постійно критикує Нацуме за зайву доброту і довірливість, лається з ним, коли той називає його «котярою», стверджує, що Нацуме — його слуга. Часто б'ється з Нацуме, особливо в другому і наступних сезонах. В дійсності ж він просто боїться прив'язатися до людей, бо їх життя, за мірками демонів, занадто коротке. З Нацуме ж він просто проводить час, хоча і прив'язується до нього потихеньку (хоч і не визнає це), постійно допомагає йому, нерідко рятуючи в сутичках з демонами, які самому Такаші виявляються не під силу. Дуже любить смачно поїсти, зловживає саке.
- Рейко Нацуме (яп. 夏目 レイコ, Нацуме Рейко)

Сейю — Санае Кобаяші.
Бабуся головного героя — Такаші, творець Зошита Дружби. В аніме і манзі ми бачимо Рейко в спогадах демонів, які були нею переможені. Мадара відгукувався про неї як про «неймовірно красиву людину, але самотню і відлюдну». Причина її самотності була така ж як і у Такаші — здатність бачити духів. Рейко теж намагалася бути відвертою з людьми і розповідала їм про свій дар, але їй ніхто не вірив. Тому в місті, де вона жила, серед однолітків, вважалася божевільною, проте навіть Нацуме не завжди розуміє логіку її вчинків. Їй часто, навіть в обличчя, говорили, що вона «лисиця-перевертень». Жорстокість однокласників навчила її захищатися, але грубу силу Рейко застосовувала тільки проти демонів, які, програвши їй в битві, віддавали свої імена. Так і був створений Зошит Дружби. Померла молодою, в манзі кажуть, що під деревом.
- Канаме Танума (яп. 田 沼 要, Танума Канаме)

Сейю — Казума Хоріе.
Танума приїхав в село практично відразу після Нацуме. Спочатку він виглядає відчуженим і недружнім, але насправді він добрий хлопець і завжди намагається допомогти. Його батько настоятель в синтоїстському храмі і дуже багато молиться. В одній із серій помічається, що батько Танума володіє «силою Будди» і здатний очищати околиці від духів, чим їх дуже турбує, тому що не знає ні своїх сил, ні міри. Танума ж може відчувати присутність сильних духів і бачити їх тіні, але бачити їх або прояви їхньої життєдіяльності (сліди, наприклад) не може. У нього, також як і у Нацуме, були проблеми в спілкуванні з людьми, тому що він дивний для оточуючих, хоч і не на стільки сильно як Нацуме, саме тому для нього спілкування з друзями в новинку. Він намагається допомогти Нацуме з духами, але через його слабкі здібності переживає, що від нього мало толку і йому часто погано від аур йокаїв.
- Шуїчі Наторі (яп. 名 取 周, Наторі Шуїчі)

Сейю — Ішіда Акіра.
Ще одна людина, яка з дитинства міг бачити духів. Він дуже відомий актор, але також є і екзорцистом. У нього з народження є родимка «ящірка», яка рухається по всьому його тілу, але з нікому не відомих причин ніколи не заповзає на праву ногу. Постійно бреше всім навколо. Навіть Нацуме.
Наторі ненавидить духів. В дитинстві він не бачив в духах нічого поганого допомагав і навіть товаришував із ними, проте всі його родичі казали, що він приносить нещастя. Наторі же побачив у цьому вину духів і став екзорцистом. Використовує духів для роботи, проте ставиться до них досить м'яко. Однак до інших духам досить жорстокий, що не схвалює Нацуме. Після того, як вони здружилися, Наторі став трохи м'якше по відношенню до духів і став хвилюватися за Нацуме.
- Тоорі Такі (яп. 多轨 透, Такі Тоорі)

Сейю — Сато Ріна.
Тихоня, яка ні з ким не спілкувалася. Як потім з'ясувалося, через прокляття, яке на неї наклав йокай. Нацуме допоміг їй зняти це прокляття, завдяки чому вони подружилися, а Такі, як з'ясувалося, була страшенною базікалкою! Вона не може бачити духів, але є вихідцем з побічної гілки родини онмьодзі, завдяки чому знає кілька заклинань і як малювати магічний круг, який підвищує духовну силу будь-якого, хто став в нього, від чого навіть дуже слабкий аякаші стає видимим людям. Обожнює м'які, пухнасті і милі речі тому постійно обіймає Нянка-сенсея.
- Сейджі Матоба (яп. 的 场 静 司, Матоба Сейджі)

Сейю — Сувабе Джунічі.
Глава клану Матоба. Екзорцист, який жертвує безневинними духами для досягнення своїх цілей. Незважаючи на те, що він знищує духів заради захисту людей, він не вагаючись здатен завдати шкоди будь-якому духу, на його шляху. Людей він не чіпає. Принаймні фізично. Найчастіше з'являється озброєний луком і стрілами, які він використовує для усунення духів. Багато поколінь тому його предок уклав контракт із сильним йокаєм, пообіцявши в замін віддати своє око, проте свою частину угоди не виконав. Через це всі його нащадки чоловічої статі, і Сейдзі в тому числі, носять на оці пов'язку із заклинанням, що робить це око непомітним для того йокая. Під час першої зустрічі з Нацуме, Сейджі каже, що його око вже пошкоджене. Після першої зустрічі з Нацуме він виявляє великий інтерес до нього, і пізніше просить його приєднатися до клану Матоба.